# Oleh Dorochtchouk
Oleh Dorochtchouk, né le 4 juillet 2001, est un athlète ukrainien spécialiste du saut en hauteur.

## Carrière
Il remporte la médaille d'argent du saut en hauteur lors des championnats d'Europe juniors 2019.
En 2022, il perd dès les qualifications des championnats du monde mais atteint la finale des championnats d'Europe, à Munich, terminant au pied du podium avec 2,23 m.
Il est vice-champion d'Europe espoir en 2023 à Espoo.
En 2024, Oleh Doroshchuk obtient la médaille de bronze aux Championnats d'Europe de Rome, son compatriote Vladyslav Lavskyy prenant la 2e place derrière l'Italien Gianmarco Tamberi.

## Palmarès
| Date | Compétition                    | Lieu      | Résultat | Marque |
| ---- | ------------------------------ | --------- | -------- | ------ |
| 2019 | Championnats d'Europe juniors  | Borås     | 2e       | 2,14 m |
| 2022 | championnats d'Europe          | Munich    | 4e       | 2,23 m |
| 2023 | Championnats d'Europe espoirs  | Espoo     | 2e       | 2,19 m |
| 2023 | Championnats du monde          | Budapest  | 13e      | 2,20 m |
| 2024 | Championnats du monde en salle | Glasgow   | 4e       | 2,24 m |
| 2024 | Championnats d'Europe          | Rome      | 3e       | 2,26 m |
| 2024 | Jeux olympiques                | Paris     | 6e       | 2,31 m |
| 2025 | Championnats d'Europe en salle | Apeldoorn | 1er      | 2,34 m |

## Records
| Épreuve         | Épreuve      | Performance | Lieu        | Date         |
| --------------- | ------------ | ----------- | ----------- | ------------ |
| Saut en hauteur | En plein air | 2,31 m      | Saint-Denis | 10 août 2024 |
| Saut en hauteur | En salle     | 2,34 m      | Apeldoorn   | 8 mars 2025  |